# Staré Křečany
Staré Křečany là một làng thuộc huyện Děčín, vùng Ústecký, Cộng hòa Séc.